# Mylius-Erichsenland
Het Mylius-Erichsenland is een schiereiland in Nationaal park Noordoost-Groenland in het oosten van Groenland.
Het schiereiland is vernoemd naar ontdekkingsreiziger Ludvig Mylius-Erichsen (1872-1907).

## Geografie
Het gebied wordt in het noordwesten begrensd door de Hagengletsjer en het Hagenfjord, in het noordoosten door het Independencefjord en in het zuidoosten door het Danmarkfjord. 
Aan de overzijde van het water ligt in het noordwesten het J.C. Christensenland en in het zuidoosten het Kroonprins Christiaanland.